# المركز القومي لتوثيق التراث الحضاري والطبيعي (مصر)
مركز توثيق التراث الحضاري والطبيعي هو مركز ثقافي مصري تابع لمكتبة الإسكندرية يضم المركز العديد من المشروعات من ضمنها

## البرامج

### برنامج خريطة مصرالأثرية
صيانة وإدارة التراث الأثري لمصر عمل هام. والأعداد الهائلة من المواقع والصروح والقطع الأثرية التي تنتشر في جميع أنحاء البلاد، والزحف العمراني المتزايد والمتسارع حول المواقع الأثرية، والأخطار البيئية الهائلة التي تحيط بتلك المواقع من كل جانب؛ هي جميعا أعباء تضاف إلى متطلبات هذا العمل الهام. وهكذا يصبح من الأمور الحيوية توثيق وحماية وإحياء هذه المواقع لفائدة الأجيال المقبلة، وهي تتحقق على أفضل وجه من خلال إقامة نظام معلومات جغرافية أثرية. 
ويهدف برنامج الخريطة الأثرية لمصر إلى الاستفادة من أحدث تقنيات المعلومات؛ وذلك لإنتاج أدوات فعالة لتوثيق وإدارة المواقع الأثرية الفرعونية المنتشرة في مختلف بقاع مصر. 
و يستفيد المشروع من المزج بين تقنيات الوسائط المتعددة ونظم المعلومات الجغرافية في التوثيق الشامل لكل أثر مصري ببعديه الأثري والجغرافي، والمشروع يغطي الآثار المصرية في مستويات ثلاثة؛ المستوي الأول وهو المستوى الوطني، والمستوي الثاني وهو مستوى المواقع الأثرية، وأخيراً المستوى الخاص بتوثيق كل أثر على حدة.

## برنامج توثيق تراث مصر المعماري
شهد وسط المدينة، على امتداد الفترة من عام 1860 إلى عام 1940، انتعاشة كبرى في حركة البناء تولد عنها ائتلاف معماري فريد بين النمط الأوروبي والتأثيرات المحلية والمادية، أما النتاج المعماري في تلك الحقبة فلن يكون له نظير أبداً. وفقدت عمارة ما بعد عام 1940 كل حس نحو التفرد، إذ سيطر الأسلوب الدولي على الساحة المعمارية.
الغرض من هذا البرنامج هو توثيق التراث المعماري المهدد، على نحو غير مسبوق من خلال تناول رقمي يتوج محاولات قلة متفرقة من العلماء الذين سبق لهم توثيق جانب أو آخر من عمارة القاهرة. ويتأسس التوثيق على نظام المعلومات الجغرافي (GIS)الذي يمكن المستخدم من تصفح قاعدة البيانات ومشاهدة وطبع المعلومات المفيدة، وتحديد مواقع أبنية تاريخية على خريطة للقاهرة. ويعتمد النظام أيضا على التوثيق البصري، والمحاكاة والوسائط المتعددة.

### برنامج توثيق التراث الطبيعي
برنامج «توثيق تراث مصر الطبيعي» متعدد المجالات، ويهدف إلى توثيق البيانات المتاحة عن تراث مصر الطبيعي ونشرها وإيصالها إلى المهتمين. وينطوي البرنامج على جمع كل ما هو متاح من بيانات عن المحميات ومختلف الموائل ومكوناتها بالقطر كما يضم معلومات مفصلة عن الوجود النباتي والحيواني والتكوينات الجيولوجية والمعالم الحضارية المتصلة بمواقع معينة أو مناطق حماية.
ولسوف تنظم البيانات في هيئة قاعدة معلومات سهلة البحث صديقة للمستخدم وترتبط بإعداد خرائط في نظام المعلومات الجغرافي للمحميات الحالية وا المقترحة، إضافة إلى أنواع النباتات والحيوانات بها. ويهدف البرنامج إلى تعميم وإيصال المعلومات عن طريق سلسلة من الإصدارات: على هيئة كتب وأقراص مدمجة، وعن طريق شبكة المعلومات (الإنترنت
"يهدف البرنامج إلى رفع القدرة في مصر على صون تراثها الطبيعي، عن طريق تعميم وتيسير المعرفة الدقيقة المتاحة عن مكوناتها وحالة تلك المكونات.
" زيادة فرصة مصر كمقصد للسياحة البيئية، بتوفير مصدر سهل الاستخدام يوضح ويوجز الثراء البيولوجي والطبيعي للبلاد.
" تزويد صناع القرار والباحثين والمستشارين بأداة فعالة موثوق بها، تستجيب بكفاءة لمطالبهم واستفساراتهم.
" رفع القدرة في مصر على تنفيذ التزاماتها الدولية في صون الطبيعة، عن طريق التوسع في تعميم هذه الالتزامات.
" تيسير الاتصال والتعاون بين الأجهزة والجهات البحثية المعنية بتراث مصر الطبيعي.

### برنامج توثيق تراث مصر الفني
يحظى تراث مصر الفني بمنزلة مرموقة في مصر والعالم العربي بل والعالم بأسره. ولذلك فإن لصونه أهمية وطنية خاصة، بما يسهم في التطور الحضاري للمجتمع. لذا كان من الطبيعي أن يضطلع «المركز القومي لتوثيق التراث الحضاري والطبيعي» بمشروع قومي لصون التراث الفنى، بالتعاون مع مختلف المؤسسات. وهناك جانبان رئيسيان للبرنامج: جانب يرتبط بالتراث الفني وآخر يرتبط بتكنولوجيا المعلومات. فبينما يقدم المركز المعرفة التقنية في قاعدة البيانات والوسائط المتعددة، فإن المعلومات الفنية تأتي من وزارة الثقافة (دار الأوبرا) وأكاديمية الفنون ووزارة الإعلام (الإذاعة المصرية) وكلية التربية الموسيقية (جامعة حلوان) وعدد من الباحثين المتخصصين الذين يسهمون في التوثيق

### برنامج توثيق تراث مصر الفوتوغرافي
أنتـَج مصورو القرن التاسع عشر وأوائل القرن العشرين طائفة من أبرز ما أنتج من الصور وأبقاها وأكثرها دقة وصقلا على الإطلاق. ومع بداية القرن (العشرين) أصبحت مصر، ومنطقة الشرق الأدنى عامة، مقصد وغاية ومركز جذب أعداد وفيرة من المصورين الرواد. ووثـَّقت أعمالهم تلك الموضوعات الحية: كالآثار وأعمال الحفائر والعمارة المحلية والمناظر الطبيعية؛ وكذلك الحياة الاجتماعية والأنشطة اليومية لسكان المنطقة الأصليين. 
وأخذ المركز على عاتقه مهمة تيسير التعامل الآلي (الأوتوماتيكي) مع أرشيفات أكبر عدد ممكن من قدماء المصورين المستشرقين. وتضم قاعدة بيانات التراث الفوتوغرافي المصري الأولى من نوعها، تصنيفات من: سلبيات ألواح زجاجية، وصور قديمة مطبوعة على الألبيومين (زلال البيض) ملونة بصبغ السبيدج (السيبيا)، وألواح فضية ملونة بالسيلينيوم؛ وقد صمدت لفعل الزمن. والمركز بصدد إصدار قرص مدمج بذاكرة قراءة فقط، يضم مجموعة لينرت ولاندروك الفريدة: من 1200 صورة عالية الجودة - أبيض وأسود؛ مصنفة موضوعيا. وسوف تعقبها إصدارات بعناوين أخرى، جمعت من المتاحف المحلية والدولية.. وكذلك من المجوعات الشخصية (الخاصة).

### برنامج توثيق تراث مصرالشعبي
لكل بلد تراثه الشعبي، والتقاليد الحية لمصر مغروسة في نبع عميق نابض بالحياة والتنوع: ينشأ من طقوس تعاقب الثقافات على مر آلاف السنين الماضية. وفي محاولة رائدة دءوبة يضطلع المركز بمهمة توثيق تقاليد الحياة اليومية التي تشكل تاريخيّاً التراث الشعبي المصري 
يهدف التناول المنهجي الذي يتبناه المركز في عملية تحقيق قاعدة البيانات، إلى بناء المادة العلمية المرئية والمسموعة الموضوعية الأشمل. وتصمَّم مكتبة قاعدة البيانات بحيث تضم مجموعة مرتبة تغطى المقالات الاثنولوجية (القبلية مثلا) والتحليلية، وكذلك الموضوعات الشائعة كتلك التي تتعلق بالأعياد التقليدية والاحتفالات والحكايات والأمثلة الشعبية ودورات الحياة والتقاليد المحلية والأساطير والعادات والأنشطة اليومية والاعتقاد في الأولياء والتقاليد المعمارية والزراعية والموسيقى الشائعة المحببة والفنون والحرف والخرافات الشعبية والموسيقى الشعبية والرقص الشعبي فضلاً عن الأزياء الوطنية والحلي من كافة أنحاء مصر: من مصادرها البدوية والصحراوية والريفية والحضرية. وسوف تشمل قاعدة البيانات كذلك صوراً إيضاحية مبهرة، تتيح خبرة متعددة الوسائط حقا بهذا التراث الشعبي (الفلكلوري) المصري.

### برنامج توثيق المخطوطات النادرة
برنامج توثيق المخطوطات بالمركز هو نشاط حديث ويكمل البرامج الرئيسية التي بدأت عند إنشاء المركز. بدأ النشاط في سبتمبر 2001 بتمويل من اليونسكو، وأخذ على عاتقه الاضطلاع بمهمة توثيق المخطوطات العربية والإسلامية المتاحة بمختلف المعاهد والمجموعات الخاصة؛ على المستويين القومي والإقليمي. والتصور المشترك هو تجميع مادة معرفية شاملة في العلوم والرياضيات لديار الإسلام من سمرقند إلى الدار البيضاء. ويخدم المشروع الريادي الذي نفذ بدار الكتب المصرية مشروعات التوثيق والتعرف على المخطوطات في المستقبل. وتعتبر العلامة البارزة الأولى في المشروع هي إصدار كتالوج باللغات الثلاث العربية والإنجليزية والفرنسية، بعنوان: «إسهامات الحضارات العربية والإسلامية في العلوم الطبية»، وقرص مدمج يغطي سبعة مخطوطات كاملة. ويأتي بعد هذا توثيق مخطوطات الفلك وقياس الزمن بمكتبة جامعة الأزهر، وينتظر أن يكتمل العمل في سبتمبر من عام 2003 : ليثمر إصدارات ومنتجات متعددة الوسائط - بالغات الثلاث - تكون غنية بالصور. يناقش مشروع المخطوطات حاليا إمكانية توثيق مخطوطات في مجموعات خاصة على ميكروفيلم.

## المشروعات

### موقع مصر الخالدة
فتتاح موقع الحضارة المصرية على الإنترنت مصر الخالدة Eternal Egypt تم توقيع اتفاقية بين كل من وزارة الثقافة (المجلس الأعلى للآثار) ووزارة الاتصالات (مركز توثيق التراث الحضاري والطبيعي) وشركة أي بي إم لإنشاء موقع عن الحضارة المصرية على الإنترنت يشمل الحضارة الفرعونية الرومانية والقبطية والإسلامية باللغات الثلاث العربية والإنجليزية والفرنسية وذلك بمقتضى منحة قدرها 2.5 مليون دولار تقدمها شركة أي بي إم في شكل أجهزة ومعدات وبرمجيات وخدمات تقنية ويتولى الجانب المصري إعداد المحتوى العلمي باللغات الثلاث كما يتولى تنفيذ التصوير التوثيقي عالي الجودة.

### الوكالة الأوربية
- توثيق التراث المعمارى لدول البحر المتوسط (Euromed)
- توثيق التقنيات التقليدية للمياه (Shaduf)
- توثيق الأنظمة الدفاعية في سواحل البحر المتوسط (SidLim)
- اعداد نظم معلومات لمواقع أثرية (Strabon)
- توثيق التراث الحضارى لدول البحر المتوسط (UNIMED Cultural Heritage II)

### اليونسكو
قامت منظمة اليونسكو، بتمويل عددا من أنشطة ومشروعات المركز. ومنها:
- دراسة «إستراتيجية التراث الحضاري المصري»؛ دراسة أعدت بتمويل من اليونسكو وبرنامج الأمم المتحدة الإنمائي. والهدف منها هو الوقوف على الوضع الحالي لتوثيق تراث مصر الحضاري، واقتراح إستراتيجية تتناول هذه الثروة
- اعداد موسوعة «إسهامات الحضارة العربية والإسلامية في العلوم» وهو مشروع يتم في إطار برنامج «ذاكرة العالم» الذي تتبناه اليونسكو لتوثيق ونشر التراث الوثائقى في مختلف مجالات العلوم والرياضيات.
- توثيق ملحمة السيرة الهلالية؛ يقوم المركز، بالتعاون مع الجمعية المصرية للمأثورات الشعبية، بتوثيق ملحمة السيرة الهلالية. وهي التي قبلهااليونسكو؛ وأضافها إلى قائمة الروائع العالمية من التراث المحكي غير الملموس.
- مكتبة المركز؛ مكتبة إلكترونية رقمية طورت بدعم من اليونسكو، لكي تكون نموذجا لمكتبات الحفظ الإلكتروني.

### بانوراما التراث

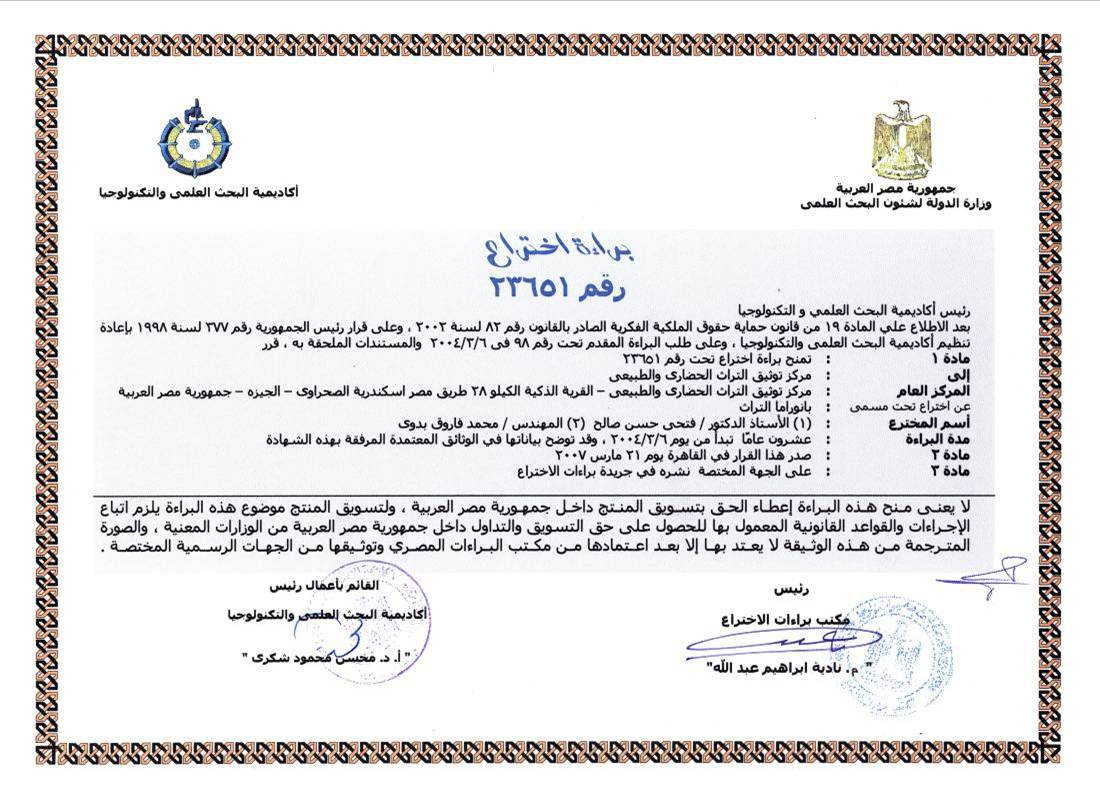
براءة اختراع بانوراما التراث
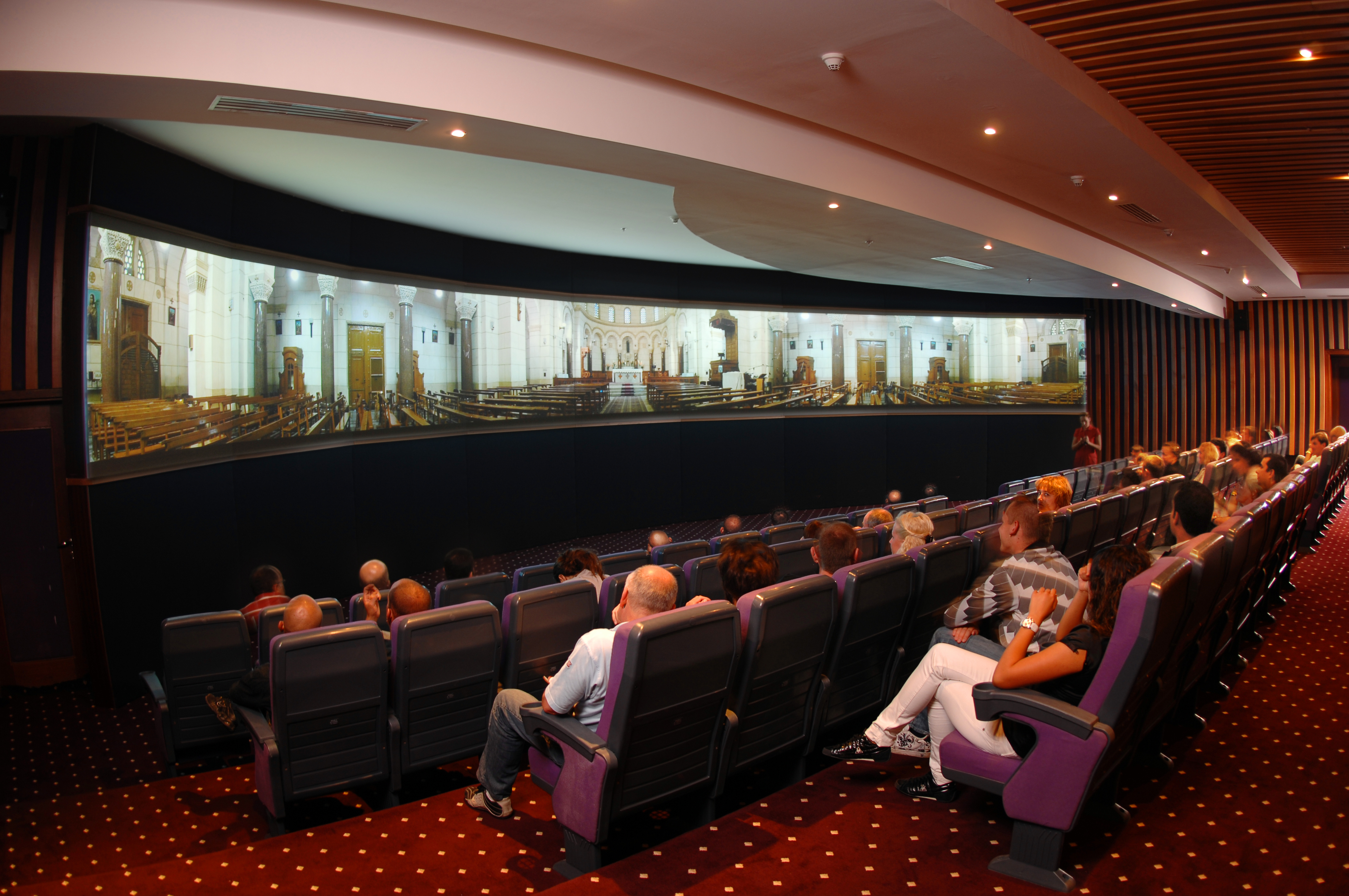
عروض بانوراما التراث

بانوراما الحضارة: صالة عرض تـُعرَض بها الموضوعات التراثية الحضارية المختلفة على شاشات بانورامية، وذلك في نطاق زاوية بمقدار 180ْ.
و إذ يسهم مركز توثيق التراث الحضاري والطبيعي في إظهار الكنوز الحضارية باستخدام أحدث التقنيات؛ فإنه يسعى إلى تبوء موقع بين الجهود الملموسة المختلفة الرامية إلى حفظ التراث الحضاري والطبيعي الثمين.

## زيارات وقاعات عرض مركز توثيق التراث الحضاري والطبيعي
يحتوى مركز توثيق التراث الحضاري والطبيعي على عدد من صالات العرض المتنوعة التي أنشئت داخل المركز، لكي تقام بها المعارض والأنشطة الثقافية المختلفة؛ باستخدام أحدث الوسائل والأساليب التكنولوجية. ومن معالمها:
1. معرض المشروعات: وهي صالة عرض بعدة كبائن مختلفة تعرض عينات لمنتجات ومخرجات مشروعات وأنشطة المركز المتنوعة، في توثيق التراث الحضاري والطبيعي. وينتظر مع تزايد المشروعات، أن يعكس العرض ذلك النمو المتواصل.
2معرض الفنون: وهي بمثابة مقهى ثقافي فني يستخدم جوانبه كعرض يتجدد شهريا، بأعمال فنية متنوعة ترتبط بالتراث.
3.قاعة الفلكلور: صالة عرض متخصصة، تضم تماثيل لشخصيات فلكلورية مأخوذة من السيرة الهلالية الشعبية الشهيرة. وهي أول تراث شعبي مصري يضاف إلى قائمة اليونسكو للروائع العالمية من تراث الحكايات. وسوف يتم اعداد توثيقا رقميا لهذه الملحمة وأبطالها المشاهير.
4. فرسان السماء: صالة عرض تضم نماذج من أجهزة الإسطرلاب وغير ذلك من الأجهزة؛ بما يظهر إسهام الحضارة الإسلامية في علوم الفلك. والتصوير ثلاثي الأبعاد للقطع واستخداماتها المختلفة؛ هو جزء لا يتجزأ من هذا العرض الذي يجسد حقيقة أن العرب كانوا روادا في علم الفلك.
5. بانوراما الحضارة: صالة عرض تـُعرَض بها الموضوعات التراثية الحضارية المختلفة على شاشات بانورامية، وذلك في نطاق زاوية بمقدار 180ْ.
وإذ يسهم مركز توثيق التراث الحضاري والطبيعي في إظهار الكنوز الحضارية باستخدام أحدث التقنيات؛ فإنه يسعى إلى تبوء موقع بين الجهود الملموسة المختلفة الرامية إلى حفظ التراث الحضاري والطبيعي الثمين.

## وصلات خارجية
- الموقع الرسمي لمركز توثيق التراث الحضاري والطبيعي
- الموقع الرسمي لمكتبة الإسكندرية
- الموقع الرسمي لوزارة الاتصالات وتكنولوجيا المعلومات
- موقع ذاكرة مصر
- موقع المتحف المصري العالمي